# Bulgarie au Concours Eurovision de la chanson 2012
La Bulgarie a participé au Concours Eurovision de la chanson 2012 et a sélectionné son représentant par une finale nationale organisée par le diffuseur bulgare, la BNT. À la suite de celle-ci Sofi Marinova a été choisie pour représenter le pays à Bakou où se tenait la 57e édition du concours. Elle n'est pas parvenue à se qualifier pour la finale.

## Finale nationale
Le 25 août 2011, le diffuseur commence un appel aux chanson pour la sélection nationale qui sera encore une fois supervisée par un jury spécial de consultants en musique et des professionnels des médias.
La date limite pour soumettre les chansons à la sélection bulgare est le 11 novembre 2011,.
De toutes les propositions soumises à la BNT, 60 en seront choisies par le jury. Ces 60 chansons seront présentées en direct aux experts dans le Studio 1 de la BNT. 30 d'entre elles seront qualifiées aux deux demi-finales (15 dans chaque demi-finale) les 12 et 14 décembre 2011. Six chansons se qualifieront pour la finale dans chaque demi. Les 12 chansons qui accèderont à la finale seront présentées le 28 janvier 2012 dans une émission au palais national de la culture à Sofia. Le représentant sera choisi par un vote SMS et du jury.

## À l'Eurovision
La Bulgarie participa à la première ou seconde demi-finale, les 22 et 24 mai 2012. La chanson bulgare termina ex æquo avec la Norvège avec 45 points.